# 申竜満
申 竜満（シン・リョンマン、朝鮮語: 신룡만）は、朝鮮民主主義人民共和国の政治家。朝鮮労働党39号室長、朝鮮労働党中央委員会委員として金正恩委員長の秘密資金を管理している。

## 経歴
出生地や生年月日は不明。就任した日時は不明であるが朝鮮労働党39号副室長に任命された。その後、39号室長であった全日春が欧州連合から制裁対象に指定され公の活動が難しくなったため、2017年10月7日に開催された朝鮮労働党中央委員会第7期第2回総会で朝鮮労働党39号室長に任命され、党中央委員会委員候補に補選された。
2019年3月10日に実施された最高人民会議第14期代議員選挙で代議員に選出され、4月10日に開催された党中央委員会第7期第4回総会で党中央委員会委員に補選された。

## 参考サイト
- 북한정보포털

| 先代全日春 | 朝鮮労働党39号室長2017年 - | 次代現職 |